# Sutura

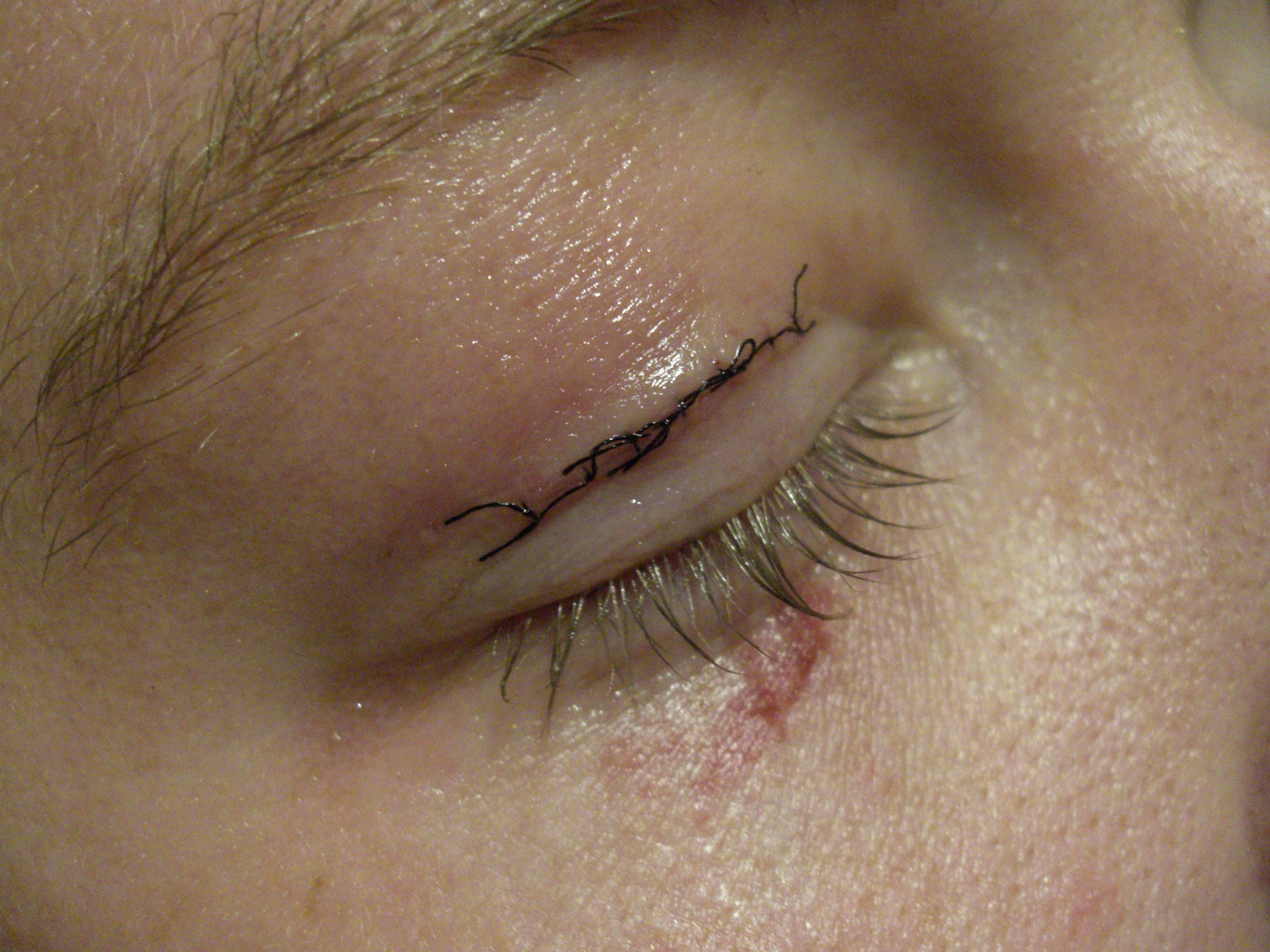
Uma sutura aplicada na pálpebra superior.

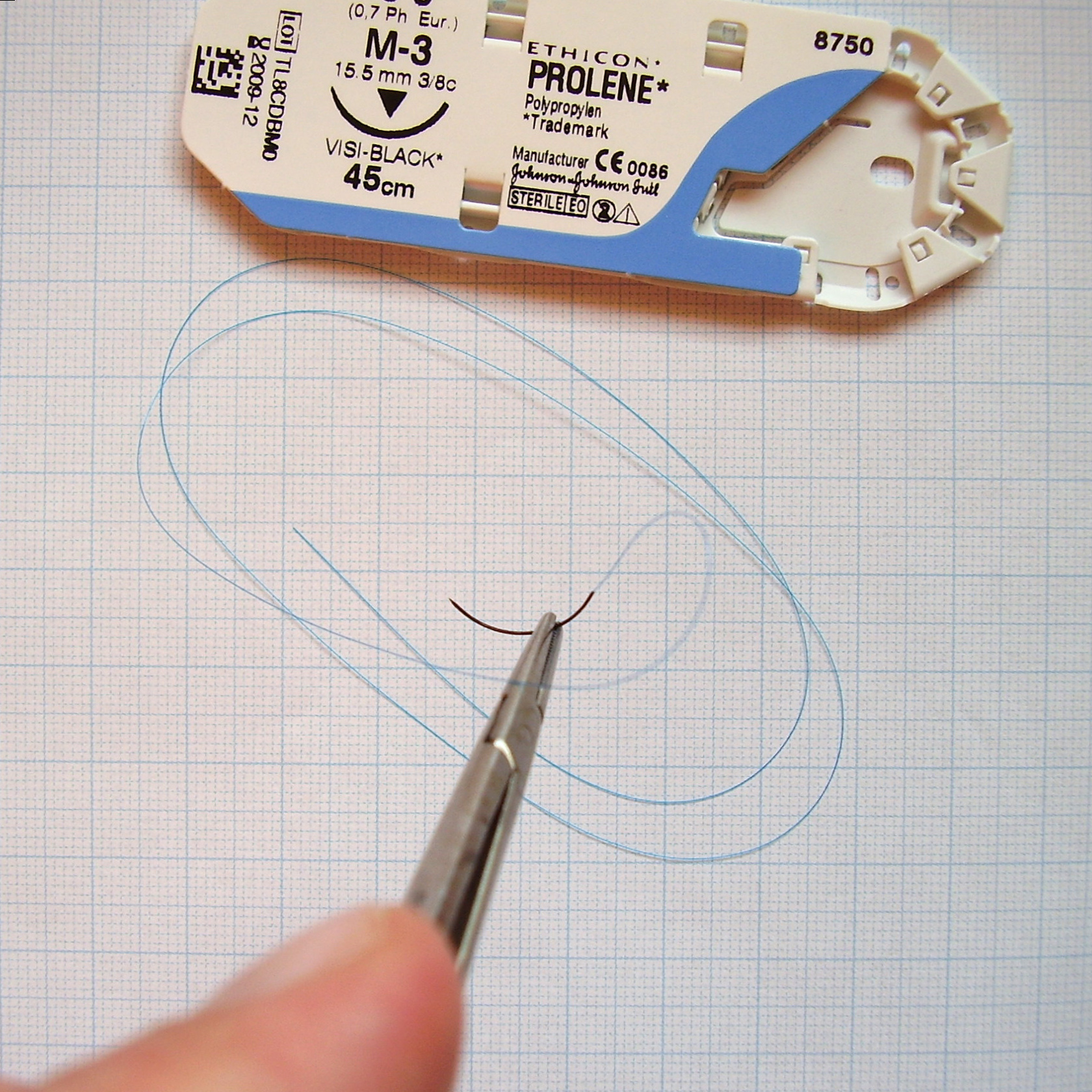
Um fio de sutura.

Uma sutura, conhecida popularmente como pontos cirúrgicos, é um tipo de ligação usada por médicos e cirurgiões-dentistas, em especial cirurgiões, para manter unido pele, músculos, vasos sanguíneos e outros tecidos do corpo humano, após terem sido seccionados por um ferimento ou após uma cirurgia nos ossos, os fios usados na cirurgia ou no local do ferimento.

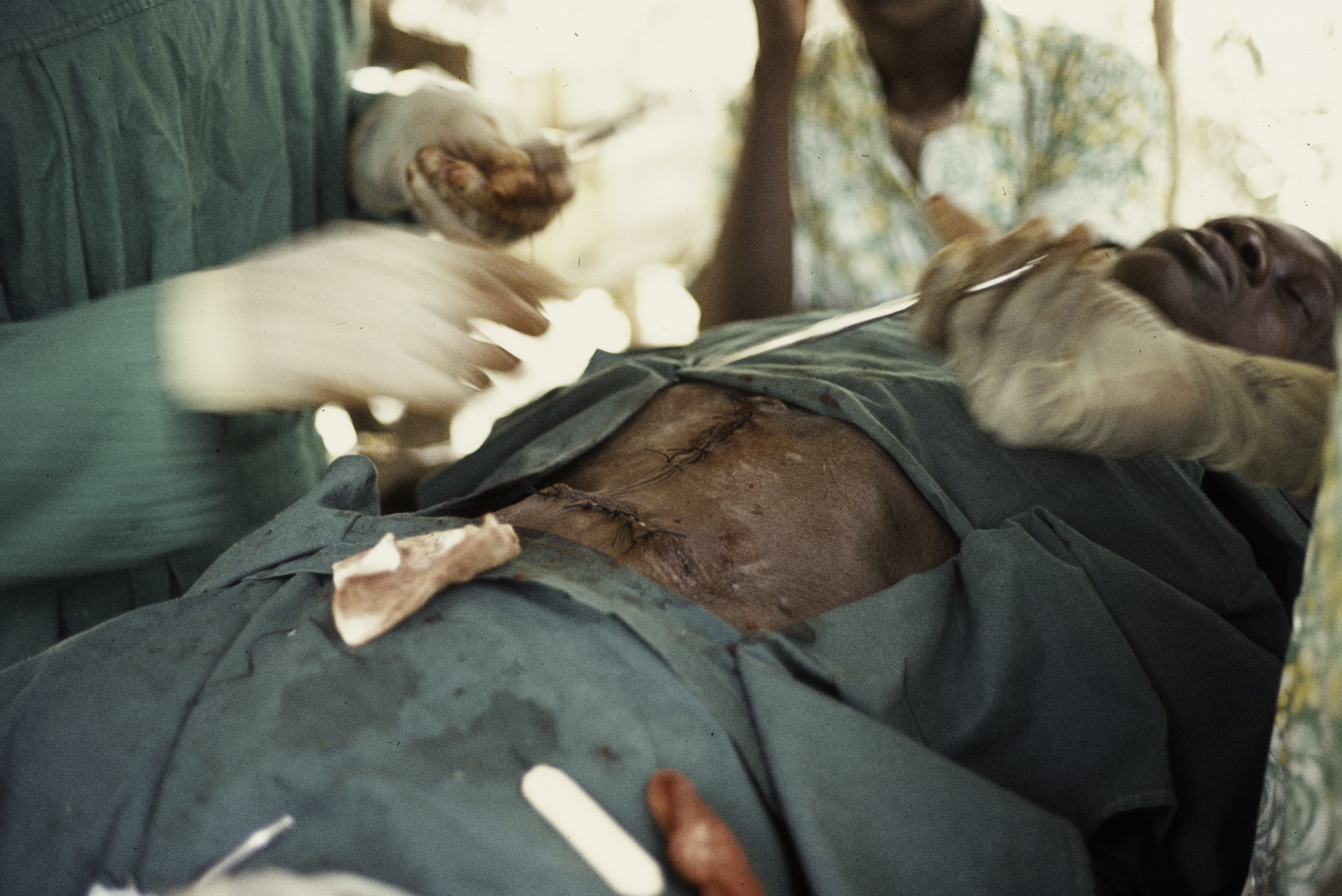
Suturando duas incisões cirúrgicas com onze pontos simples por um médico cubano. Sara, Guiné-Bissau, 1974.